# 囊体壳孔菌属
囊体壳孔菌属（学名：Hornodermoporus）为多孔菌科的一个属。
现为多年臥孔菌属（Perenniporia Murrill, 1942）的异名。

## 下属物种
本属包括以下物种：
- 宽被囊体壳孔菌 Hornodermoporus latissimus (Bres.) B.K. Cui & Y.C. Dai
- 火囊体壳孔菌 Hornodermoporus martius (Berk.) Teixeira